# Bettelainville
Bettelainville (fràncic lorenès Berschdrëf) és un municipi francès situat al departament del Mosel·la i a la regió del Gran Est. L'any 2007 tenia 608 habitants.

## Demografia

### Població
El 2007 la població de fet de Bettelainville era de 608 persones. Hi havia 224 famílies, de les quals 40 eren unipersonals (12 homes vivint sols i 28 dones vivint soles), 56 parelles sense fills, 108 parelles amb fills i 20 famílies monoparentals amb fills.
La població ha evolucionat segons el següent gràfic:
Habitants censats

### Habitatges
El 2007 hi havia 243 habitatges, 223 eren l'habitatge principal de la família, 1 era una segona residència i 19 estaven desocupats. 224 eren cases i 18 eren apartaments. Dels 223 habitatges principals, 183 estaven ocupats pels seus propietaris, 36 estaven llogats i ocupats pels llogaters i 4 estaven cedits a títol gratuït; 7 tenien dues cambres, 18 en tenien tres, 32 en tenien quatre i 166 en tenien cinc o més. 192 habitatges disposaven pel capbaix d'una plaça de pàrquing. A 86 habitatges hi havia un automòbil i a 125 n'hi havia dos o més.

### Piràmide de població
La piràmide de població per edats i sexe el 2009 era:
| Homes | Edats   | Dones |
| ----- | ------- | ----- |
| 0     | 95 o +  | 0     |
| 0     | 90 a 94 | 0     |
| 4     | 85 a 89 | 4     |
| 0     | 80 a 84 | 0     |
| 12    | 75 a 79 | 0     |
| 8     | 70 a 74 | 12    |
| 16    | 65 a 69 | 20    |
| 12    | 60 a 64 | 4     |
| 8     | 55 a 59 | 8     |
| 16    | 50 a 54 | 12    |
| 28    | 45 a 49 | 12    |
| 16    | 40 a 44 | 32    |
| 28    | 35 a 39 | 24    |
| 40    | 30 a 34 | 28    |
| 12    | 25 a 29 | 12    |
| 0     | 20 a 24 | 16    |
| 20    | 15 a 19 | 32    |
| 16    | 10 a 14 | 32    |
| 16    | 5 a 9   | 44    |
| 16    | 0 a 4   | 8     |

## Economia
El 2007 la població en edat de treballar era de 433 persones, 314 eren actives i 119 eren inactives. De les 314 persones actives 285 estaven ocupades (156 homes i 129 dones) i 29 estaven aturades (11 homes i 18 dones). De les 119 persones inactives 40 estaven jubilades, 41 estaven estudiant i 38 estaven classificades com a «altres inactius».

### Ingressos
El 2009 a Bettelainville hi havia 219 unitats fiscals que integraven 604 persones, la mediana anual d'ingressos fiscals per persona era de 19.429 €.

### Activitats econòmiques
Dels 10 establiments que hi havia el 2007, 1 era d'una empresa de fabricació d'altres productes industrials, 3 d'empreses de construcció, 3 d'empreses de comerç i reparació d'automòbils, 1 d'una empresa de transport i 2 d'empreses de serveis.
Dels 3 establiments de servei als particulars que hi havia el 2009, 2 eren paletes i 1 guixaire pintor.
L'any 2000 a Bettelainville hi havia 11 explotacions agrícoles que ocupaven un total de 749 hectàrees.

## Equipaments sanitaris i escolars
El 2009 hi havia una escola elemental.

## Poblacions més properes
El següent diagrama mostra les poblacions més properes.